# 아메리카의 세계기록유산
본 목록은 한글자모순으로 정렬되었습니다.

### 가이아나
- 인도인 계약노동자에 관한 기록 / Records of the Indian Indentured Labourers (트리니다드토바고 국립사료실 , 2011)

### 니카라과
- 니카라과 문맹퇴치운동 문서 / National Literacy Crusade (니카라과 역사관 소장 , 2007)

### 도미니카 공화국
- 1930-1961년 도미니카 공화국 인권운동과 저항운동에 관한 기록유산 / Documentary Heritage on the Resistance and Struggle for Human Rights in the Dominican Republic, 1930-1961 (도미니카공화국 인권운동 기념박물관 , 2009)
- 노예 세례를 위한 책 / Book for the Baptism of Slaves (1636- 1670) (산토도밍고의 역사기록물 보관소 , 2009)

### 도미니카 연방
- 영국령 카리브해 지역의 노예 명부(1817~1834) / Registry of Slaves of the British Caribbean 1817-1834 (바하마, 벨리즈, 도미니카 연방, 자메이카, 트리니다드토바고, 세인트키츠네비스, 영국정부 , 2009)

### 멕시코
- 테찰로얀 데 쿠아히말파 고문서 / Codex Techaloyan de Cuajimalpaz (멕시코시티 국립기록보존소 , 1997)
- 멕시코 고문서 모음집 / Collection of Mexican Codices (멕시코시티 역사·인류학 도서관 , 1997)
- 오악사카 계곡 후작 영지의 고문서와 서류들 / Codices from the Oaxaca Valley (멕시코시티 국립기록보존소 , 1997)
- 영화 <잊혀진 사람들> / Los Olividados, 1950 (국립멕시코대학 영상자료원, 2003)
- 팔라폭시아나 도서관 / Biblioteca Palafoxiana (푸에블라 팔라폭시아나 도서관 , 2005)
- 식민지 시대 아메리카의 음악 : 그 풍부한 문헌의 표본 / American Colonial Music : a sample of its documentary richness (페루 국립도서관 , 2007)
- 인디오 언어 컬렉션 / Colección de Lenguas Indigenas (국립멕시코대학 영상자료원 , 2007)
- 아슈케나즈 공동체(16~20세기) 기록 및 조사 센터의 컬렉션 / Collection of the Center of Documentation and Investigation of the Ashkenazi Community in Mexico (아슈케나즈 공동체 연구소 , 2009)
- ‘지도, 도면, 그림’ 중 16세기~18세기의 그림문자가 있는 문헌들 / Sixteenth to eighteenth century pictographs from the “Maps, drawings and illustrations” of the National Archives of Mexico (멕시코 국립 기록 자료관 , 2011)
- 비즈카이나스 대학교 역사기록원의 오래된 기록물 : 세계사의 여성 교육과 지원 / Old fonds of the historical archive at Colegio de Vizcaínas: women's education and support in the history of the world (성 이그나시오 로욜라 대학교 역사기록원 , 2013)

### 미국
- 발트제뮐러 세계전도 / Universalis Cosmographia Secundum Ptholomaei Traditionem et Americi Vespucii Aliorumque Lustrationes (미국 의회도서관 소장 , 2005)
- 오즈의 마법사(1939년 영화) / The Wizard of Oz (Victor Fleming 1939), produced by Metro-Goldwyn-Mayer ( , 2007)
- 존 마샬 JuǀʼHoan 부시맨 영화 그리고 비디오 컬렉션 / John Marshall Ju/'hoan Bushman Film and Video Collection, 1950-2000 (스미소니언 협회 , 2009)
- 네덜란드 서인도회사 기록물 / Dutch West India Company (Westindische Compagnie) Archives (네덜란드, 브라질, 가나, 가이아나, 네덜란드령앤틸리스제도, 수리남, 영국, 미국 각국의 기록보관소 , 2011)
- 실버맨 : 파나마 운하의 서인도 제도 노동자 기록물 / The Silver Men : West Indian Labourers at the Panama Canal (파나마 대서양운하 박물관 , 2011)
- 엘리너 루스벨트의 페이퍼 프로젝트 기록물 / Permanent Collection of the Eleanor Roosevelt Papers Project (엘리너 루스벨트 페이퍼 , 2013)

### 바베이도스
- 카리브해 지역의 노예 기록 유산 / Documentary Heritage of Enslaved Peoples of the Caribbean (바베이도스 박물관역사학회 , 2003)
- 니타 배로 컬렉션 / Nita Barrow Collection (서인도제도대학교 , 2009)
- 서인도제도연방 기록물센터의 기록물 / The Federal Archives Fonds (서인도연방자료보관소 , 2009)
- 실버맨 : 파나마 운하의 서인도 제도 노동자 기록물 / The Silver Men : West Indian Labourers at the Panama Canal (파나마 대서양운하 박물관 , 2011)

### 바하마
- 영국령 카리브해 지역의 노예 명부(1817~1834) / Registry of Slaves of the British Caribbean 1817-1834 (바하마, 벨리즈, 도미니카 연방, 자메이카, 트리니다드토바고, 세인트키츠네비스, 영국정부 , 2009)
- 파쿠하슨의 일지(日誌) / Farquharson’s Journal (바하마 기록원 , 2009)

### 베네수엘라
- 19세기 라틴아메리카 사진 컬렉션 / Collection of Latinamerican Photographies of the 19th Century (베네수엘라 국립도서관 , 1997)
- 해방자 시몬 볼리바르 기록물 / General Archive of the Nation - Writings of The Liberator Simón Bolívar (베네수엘라 국립기록보존소 , 1997)
- 콜롬베이아 : 프란시스코 데 미란다 총통의 기록물 / Colombeia : Generalissimo Francisco de Miranda’s Archives (국립역사아카데미 , 2007)

### 벨리즈
- 영국령 카리브해 지역의 노예 명부(1817~1834) / Registry of Slaves of the British Caribbean 1817-1834 (바하마, 벨리즈, 도미니카 연방, 자메이카, 트리니다드토바고, 세인트키츠네비스, 영국정부 , 2009)

### 볼리비아
- 아메리카 식민지 음악 / American Colonial Music: a sample of its documentary richness (페루 국립도서관 , 2007)
- 왕립 라플라타 심의원(審議院) 재판소 문서군(文書群) / Documentary Fonds of Royal Audiencia Court of La Plata (RALP) (볼리비아 국립 자료관 , 2011)
- 체 게바라의 삶과 업적 : 청소년기 기록에서 볼리비아 운동 일기까지 / Documentary Collection "Life and Works of Ernesto Che Guevara: From the Originals Manuscripts of Its Adolescence and Youth to the Campaign Diary in Bolivia (체 게바라 연구센터 , 2013)

### 브라질
- 페드루 2세 사진 컬렉션 / The Emperor’s Collection: Foreign and Brazilian Photography in the XIX (브라질 국립도서관 , 2003)
- 네덜란드 서인도회사 기록물 / Dutch West India Company (Westindische Compagnie) Archives (네덜란드, 브라질, 가나, 가이아나, 네덜란드령앤틸리스제도, 수리남, 영국, 미국 각국의 기록보관소 , 2011)
- 브라질 군사 정권의 정보 및 반정보 네트워크 기록물군(群) (1964-1985) / Network of information and counter information on the military regime in Brazil (브라질 국립학술정보를 위한 국립자료관 , 2011)
- 오스카 니마이어의 건축 기록물 / Architectural Archive of Oscar Niemeyer (오스카 니마이어 문화재단 , 2013)
- 황제의 소장품 : ‘19세기 브라질 및 외국의 사진’ / The Emperor’s collection : foreign and Brazilian photography in the XIX century (황실 박물관 , 2013)

### 세인트루시아
- 윌리엄 아서 루이스 기록 / Sir William Arthur Lewis Papers (Seely G. Mudd 도서관 , 2009)

### 세인트키츠 네비스
- 영국령 카리브해 지역의 노예 명부(1817~1834) / Registry of Slaves of the British Caribbean 1817-1834 (바하마, 벨리즈, 도미니카 연방, 자메이카, 트리니다드토바고, 세인트키츠네비스, 영국정부 , 2009)

### 수리남
- 네덜란드 서인도회사 기록물 / Dutch West India Company (Westindische Compagnie) Archives (네덜란드, 브라질, 가나, 가이아나, 네덜란드령앤틸리스제도, 수리남, 영국, 미국 각국의 기록보관소 , 2011)
- 미델뷔르흐 무역회사(MCC)의 기록물 / Archive Middelburgsche Commercie Compagnie (MCC) (제일란트 기록원 , 2011)
- 인도인 계약노동자에 관한 기록 / Records of the Indian Indentured Labourers (트리니다드토바고 국립사료실 , 2011)

### 아르헨티나
- 리오 데 라 쁠라따 총독부 기록물 / Documentary Heritage of the Viceroyalty of the Rio de la Plata (아르헨티나 국립기록보존소 , 1997)
- 인권자료집 1976-1983” / Human Rights Documentary Heritage 1976 - 1983 - Archives for Truth, Justice and Memory in the struggle against State Terrorism (아르헨티나 국가기록보관소 , 2007)

### 우루과이
- 카를로스 가르델 음반 원판 모음 / Collection of Original Records by Carlos Gardel (오라치오 로리엔테 , 2003)

### 자메이카
- 실버맨 : 파나마 운하의 서인도 제도 노동자 기록물 / The Silver Men : West Indian Labourers at the Panama Canal (파나마 대서양운하 박물관 , 2011)

### 칠레
- 아메리카의 예수회 관련 자료 / Jesuits of America (칠레 국립기록보관소 , 2003)
- 칠레 인권 문헌 자료 / Human Rights Archive of Chile (칠레 국립기록보관소 , 2003)
- 리라 뽀뿔라르 : 인쇄된 칠레 인기 시 모음집 / Collections of Printed Chilean Popular Poetry: Lira Popular (칠레 국립도서관, 칠레 대학교 , 2013)

### 캐나다
- 1623-1800 퀘벡 신학교 콜렉션 / Quebec Seminary Collection, 1623-1800 (17th-19th centuries) (캐나다 퀘벡 기록관 , 2007)
- 허드슨 베이 컴파니의 기록물 / Hudson’s Bay Company Archival records (캐나다 마니토바 기록관 , 2007)
- 1952년에 노만 맥라렌에 의해 감독되고 제작된 ‘이웃들’ / Neighbours, animated, directed and produced by Norman McLaren in 1952. (캐나다 국립영화협회 , 2009)
- 인슐린의 발견 및 세계적 영향 / The Discovery of Insulin and its Worldwide Impact (토론토 대학교 , 2013)

### 콜롬비아
- '흑인과 노예' 자료 모음 / Negros y Esclavos Archives (콜롬비아 국립문서기록원 , 2005)
- 식민지 시대 아메리카의 음악 : 그 풍부한 문헌의 표본 / American Colonial Music : a sample of its documentary richness (페루 국립도서관 , 2007)

### 쿠바
- 호세 마르티 기록 / “José Martí Pérez” Fonds (마르티 연구소 , 2005) 노티시에로 ICAIC 라티노아메리카노 원본 / Original Negative of the Noticiero ICAIC Lationamericano (쿠바 국립영화예술산업연구소 , 2009)
- ICAIC의 라틴아메리카 뉴스영화 오리지널 네거티브 필름 / Original Negatives of the Noticiero ICAIC Latinoamericano (쿠바국립영화예술산업연구소 , 2009)

### 트리니다드토바고
- 데릭 월컷 작품 컬렉션 / The Derek Walcott Collection (서인도제도 대학 중앙도서관 , 1997)
- 에릭 윌리엄스 컬렉션 / The Eric Williams Collection (서인도제도 대학 중앙도서관 및 국립문서기록원 , 1999)
- C. L. R. 제임스 컬렉션 / C.L.R. James Collection (서인도제도 대학 중앙도서관 , 2005)
- 영국령 카리브해 지역의 노예 명부(1817~1834) / Registry of Slaves of the British Caribbean 1817-1834 (바하마, 벨리즈, 도미니카 연방, 자메이카, 트리니다드토바고, 세인트키츠네비스, 영국정부 , 2009)
- 인도인 계약노동자에 관한 기록 / Records of the Indian Indentured Labourers (트리니다드토바고 국립사료실 , 2011)
- 콘스탄틴 컬렉션 / The Constantine Collection (트리니다드토바고 국립도서관과 정보사회당국 , 2011)

### 파나마
- 실버맨 : 파나마 운하의 서인도 제도 노동자 기록물 / The Silver Men : West Indian Labourers at the Panama Canal (파나마 대서양운하 박물관 , 2011)

### 파라과이
- 공포의 문서 / Archives of Terror (인권보호를 위한 기록보관센터 , 2009)

### 페루
- 아메리카 식민지 음악 / American Colonial Music: a sample of its documentary richness (페루 국립도서관 , 2007)
- 정복자들의 여행기 “베세로 책” / Travelling Registry of the Conquistadors or “Becerro Book” (페루 국가기록원 , 2013)
- 페루와 남미 초판 (1584-1619) / Peruvian and South American First Editions (1584-1619) (페루 국립도서관 , 2013)

## 같이 보기
- 아시아와 오세아니아의 세계기록유산
- 유럽의 세계기록유산
- 아프리카의 세계기록유산
- 국제 기구의 세계기록유산

- 세계유산
- 세계기록유산
- 세계무형유산
- 세계유산 잠정목록